# ハーツ・アンド・ボーンズ
『ハーツ・アンド・ボーンズ』(Hearts and Bones)は1983年に発表されたポール・サイモンによる6作目のソロ・アルバム。
1981年ごろからサイモンは新作のソロ・アルバム制作を開始していたところ、セントラル・パーク・コンサートの成功を受けたサイモン&ガーファンクル本格的再結成の機運が周囲から高まったことからその新スタジオ・アルバムとして制作されることになった。しかし、お互いの不仲は容易には解消されることがなく、一旦は録り終えたガーファンクルのパートを削除し、改めてサイモンのソロ・アルバムとして発表された。S&G再結成への期待が高まっている中でのソロ・アルバムであったため商業的には失敗だったが、評論家などからは高い評価を得ている

## 収録曲
すべてポール・サイモン作曲。但し10曲目の最後の部分はフィリップ・グラス作曲。1曲目のギターソロはアル・ディ・メオラ
1. アレジー - "Allergies" – 4:37
2. ハーツ・アンド・ボーンズ - "Hearts and Bones" – 5:37
3. ナンバーズ・ゲット・シリアス - "When Numbers Get Serious" – 3:25
4. 考えすぎかな(b) - "Think Too Much (b)" – 2:44
5. 月に捧げる想い - "Song About the Moon" – 4:07
6. 考えすぎかな(a) - "Think Too Much (a)" – 3:05
7. 遥かなる汽笛に - "Train in the Distance" – 5:11
8. 犬を連れたルネとジョルジェット - "Rene and Georgette Magritte with Their Dog After the War" – 3:44
9. カーズ・アー・カーズ - "Cars Are Cars" – 3:15
10. レイト・グレイト・ジョニー・エイス - "The Late Great Johnny Ace" – 4:45